# Slowakije op de Europese kampioenschappen atletiek 2010
Slowakije werd vertegenwoordigd door negentien atleten op de Europese kampioenschappen atletiek 2010.

## Deelnemers
| Onderdeel          | Mannen                                             | Vrouwen                          |
| ------------------ | -------------------------------------------------- | -------------------------------- |
| 400m               | Peter Znava                                        |                                  |
| 800m               | Jozef Pelikan Jozef Repcik                         | Lucia Klocova                    |
| 100m horden        |                                                    | Miriam Cupakova                  |
| 20km snelwandelen  | Anton Kucmin Matej Tóth                            | Zuzana Malikova                  |
| 50km snelwandelen  | Milos Batvosky Dusan Majdan                        |                                  |
| Hoogspringen       | Peter Horak                                        |                                  |
| Verspringen        |                                                    | Renata Medgyesova Jana Veldakova |
| Hink-stap-springen | Dmitrij Vaľukevič                                  | Dana Veldakova                   |
| Hamerslingeren     | Libor Charfreitag Miloslav Konopka Marcel Lomnicky |                                  |
| Speerwerpen        | Martin Benak                                       |                                  |

## Resultaten

### 100m horden vrouwen
- Miriam Cupakova
  - Reeksen: 22ste in 13,35 (NQ)

### 400m mannen
- Peter Znava
  - Ronde 1: DNF

### 800m

#### Mannen
- Jozef Pelikan
  - Reeksen: 21ste in 1.51,29 (NQ)
- Jozef Repcik
  - Reeksen: 18de in 1.50,51 (NQ)

#### Vrouwen
- Lucia Klocova
  - Ronde 1: 1:59.31 (SB) (q)
  - Finale: 4de in 1.59,48

### 20 km snelwandelen

#### Mannen
- Matej Tóth: 7de in 1:22.20
- Anton Kucmin: 17de in 1:25.12

#### Vrouwen
- Zuzana Malikova: opgave

### 50km snelwandelen
- Milos Batvosky: opgave
- Dusan Majdan: 13de in 4:00.51 (PB)

### Hamerslingeren mannen
- Libor Charfreitag
  - Kwalificatie: 77,70m (Q)
  - Finale:  met 80,02m
- Miloslav Konopka
  - Kwalificatie: 68,77m (NQ)
- Marcel Lomnicky
  - Kwalificatie: 68,22m (NQ)

### Verspringen vrouwen
- Renata Medgyesova
  - Kwalificatie: 6,66m (Q)
  - Finale: 7de met 6,71m (PB)
- Jana Veldakova
  - Kwalificatie: 6,69m (Q)
  - Finale: 9de met 6,54m

### Hoogspringen mannen
- Peter Horak
  - Kwalificatie: 2,23m (q)
  - Finale: 11de met 2,19m

### Hink-stap-springen

#### Mannen
- Dmitrij Vaľukevič
  - Kwalificatie: 16,78m (Q)
  - Finale: 7de met 16,77m

#### Vrouwen
- Dana Veldakova
  - Kwalificatie: 2de met 14,59m (Q)
  - Finale: 7de met 14,16m

### Speerwerpen mannen
- Martin Benak
  - Kwalificatie: 20ste met 73,18m (NQ)

Albanië · Andorra · Armenië · Azerbeidzjan · België · Bosnië en Herzegovina · Bulgarije · Cyprus · Denemarken · Duitsland · Estland · Finland · Frankrijk · Georgië · Gibraltar · Griekenland · Groot-Brittannië · Hongarije · Ierland · IJsland · Israël · Italië · Kroatië · Letland · Liechtenstein · Litouwen · Luxemburg · Macedonië · Malta · Moldavië · Monaco · Montenegro · Nederland · Noorwegen · Oekraïne · Oostenrijk · Polen · Portugal · Roemenië · Rusland · San Marino · Servië · Slovenië · Slowakije · Spanje · Tsjechië · Turkije · Wit-Rusland · Zweden · Zwitserland